# روبرت لي جيلبرتسون
روبرت لي جيلبرتسون (بالإنجليزية: Robert Lee Gilbertson)‏ هو مستكشف وعالم نبات أمريكي، ولد في 15 يناير 1925 في هاميلتون في الولايات المتحدة، وتوفي في 26 أكتوبر 2011 في توسان في الولايات المتحدة.